# Intriga Internacional
North by Northwest (br/pt: Intriga Internacional) é um filme americano de 1959, dos gêneros suspense e aventura, dirigido por Alfred Hitchcock, com roteiro de Ernest Lehman, que queria escrever "o filme de Hitchcock para acabar com todos os [outros] seus filmes", e estrelado por Cary Grant, Eva Marie Saint e James Mason. O enredo gira em torno de um homem inocente que é perseguido nos Estados Unidos por agentes de uma misteriosa organização que tenta impedi-lo de bloquear o plano de contrabandear microfilmes que contêm segredos do governo.
Este é um dos vários filmes de Hitchcock que apresentam a trilha sonora de Bernard Herrmann e a sequência dos créditos iniciais realizada pelo designer gráfico Saul Bass, a qual é geralmente citada como a primeira da história do cinema a apresentar o uso estendido da tipografia cinética.
North by Northwest é considerado um dos filmes canônicos de Hitchcock dos anos 50 e é frequentemente listado entre os melhores de todos os tempos, tendo sido eleito 40.º na lista "100 Anos... 100 Filmes" do American Film Institute, cujo intuito é apresentar os melhores filmes americanos já produzidos. Ao Oscar 1960, foi indicado a três categorias, as quais são as de Melhor Roteiro Original, Melhor Edição e Melhor Direção de Arte. Ele foi selecionado em 1995 para preservação no National Film Registry pela Biblioteca do Congresso dos Estados Unidos como sendo "cultural, histórica ou esteticamente significativo".

## Sinopse
Um inocente executivo de publicidade, Roger Thornhill, confundido com um agente chamado George Kaplan, é perseguido através dos Estados Unidos por agentes de um misteriosa organização, que acreditam que ele esteja interferindo com o roubo de um microfilme secreto.

## Elenco
- Cary Grant .... Roger O. Thornhill
- Eva Marie Saint .... Eve Kendall
- James Mason .... Phillip Vandamm
- Jessie Royce Landis .... Clara Thornhill
- Leo G. Carroll .... o professor
- Josephine Hutchinson .... Mrs. Townsend
- Philip Ober .... Lester Townsend
- Martin Landau .... Leonard
- Edward Platt .... Victor Larrabee

## Produção

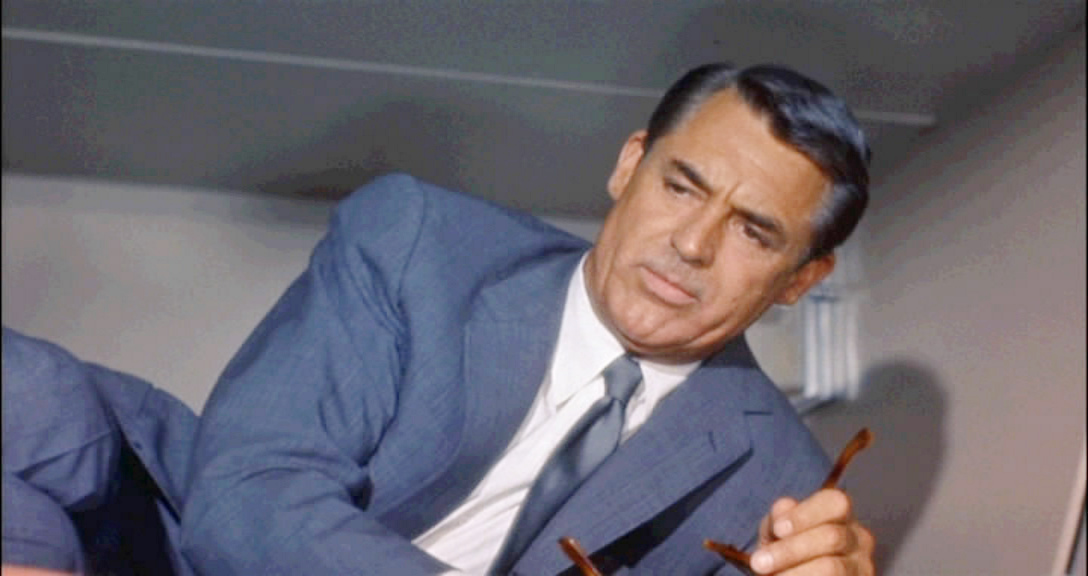
Cary Grant numa cena de Intriga Internacional

Os créditos iniciais foram criados por Saul Bass. Hitchcock aparece no início do filme, correndo para pegar o autocarro.

## Recepção

### Crítica
No agregador de resenhas Rotten Tomatoes, a obra recebeu um "Certificado Fresco" e marca uma pontuação de 99 por cento com base em comentários de 71 críticos. De acordo com o site, o consenso crítico do filme diz: "emocionante, cheio de suspense e visualmente icônico, este clássico de Hitchcock de período tardio lançou as bases para inúmeros suspense de ação posteriores". O filme ocupa o número 98 na lista da revista Empire dos 500 Melhores Filmes de Todos os Tempos. O Writers Guild of America classificou o roteiro no 21.º lugar em sua lista "101 Maiores Roteiros já escritos". É classificado como o 40.º maior filme americano pelo American Film Institute.

## Principais prêmios e indicações
Oscar  (EUA)
- Indicado nas categorias de melhor direção de arte, melhor edição e melhor roteiro original.

Prêmio Edgar 1960 (Edgar Allan Poe Awards, EUA)
- Venceu na categoria de melhor filme.